# A Farewell to Arms (Футурама)
A Farewell to Arms (рус. «Прощайте, руки!») — 2 эпизод 7 сезона мультсериала «Футурама».

## Сюжет
В подземельях под Новым Нью-Йорком команда Planet Express обнаруживает каменную пирамиду, в основании которой лежит диск, покрытый марсианскими символами. Эми пытается расшифровать надписи и выясняет, что камень — это марсианский календарь, предвещающий гибель Земли в 3012 году вследствие повышения солнечной активности. Поняв, что конец света не за горами, команда решает покинуть планету, но разразившаяся электромагнитная буря выводит из строя всю электронику на Земле. Последняя надежда землян — та самая пирамида (которая оказывается каменным звездолетом), однако она обладает ограниченной вместимостью. Правительство отбирает 30000 человек для эвакуации на Марс. Лила в их число не попадает. Узнав об этом, Фрай отдает Лиле свой билет, давая той возможность спастись.
После прибытия каменного корабля на Марс выясняется, что Эми подвело плохое знание марсианского языка — календарь предсказывал гибель Марса. Солнечный протуберанец достигает планеты и воспламеняет запасы газа под её корой. Взрывом Марс срывает с орбиты и толкает по направлению к Земле. В момент сближения планет у людей появляется возможность вернуться домой. Лила из-за сломанной ноги не может подпрыгнуть и упасть на землю. На помощь приходит Фрай, который залезает на антенну «Межпланетного экспресса» и пытается спасти Лилу, подав ей руку. Однако из-за того, что Марс движется слишком быстро, обоим отрывает руки. В итоге Марс становится спутником Земли, а оторванные руки Фрая и Лилы улетают в космос.

## Интересные факты
- Название эпизода является игрой слов. «A Farewell to Arms» (рус. «Прощай, оружие!») — роман Эрнеста Хемингуэя. Вместе с тем слово «arms» можно перевести как «руки» (в финале эпизода Фрай и Лила лишились рук).
- Сюжет фильма является пародией на фильм «2012».
- На протяжении серии Скраффи появляется с различными необходимыми инструментами в самых неподходящих местах, будь то огнетушитель или лестница.
- Лила сожалеет о времени, потраченном на просмотр фильма Трон: Наследие.
- Стыковка Земли с Марсом и Фрай с Лилой, стоящие на небоскрёбах, каждый притягиваемый своей планетой, и тянущие друг другу руки, напоминает сцену с постера фильма «Параллельные миры» (англ. Upside Down).
- В этой серии используется интернет-мем: кто-то был психом, «когда это ещё не было модным».
- На 4:40 Бэндер катит по улицам марсианский артефакт с рожицей в центре, которая при повороте на 90 градусов становится похожа на букву «B». Отсылка на биткойн.